# Christo Kabakčiev
Christo Stefanov Kabakčiev (in bulgaro Христо Стефанов Кабакчиев?; Galați, 2 gennaio 1878 – Mosca, 6 ottobre 1940) è stato un politico, giornalista e storico bulgaro.

## Biografia

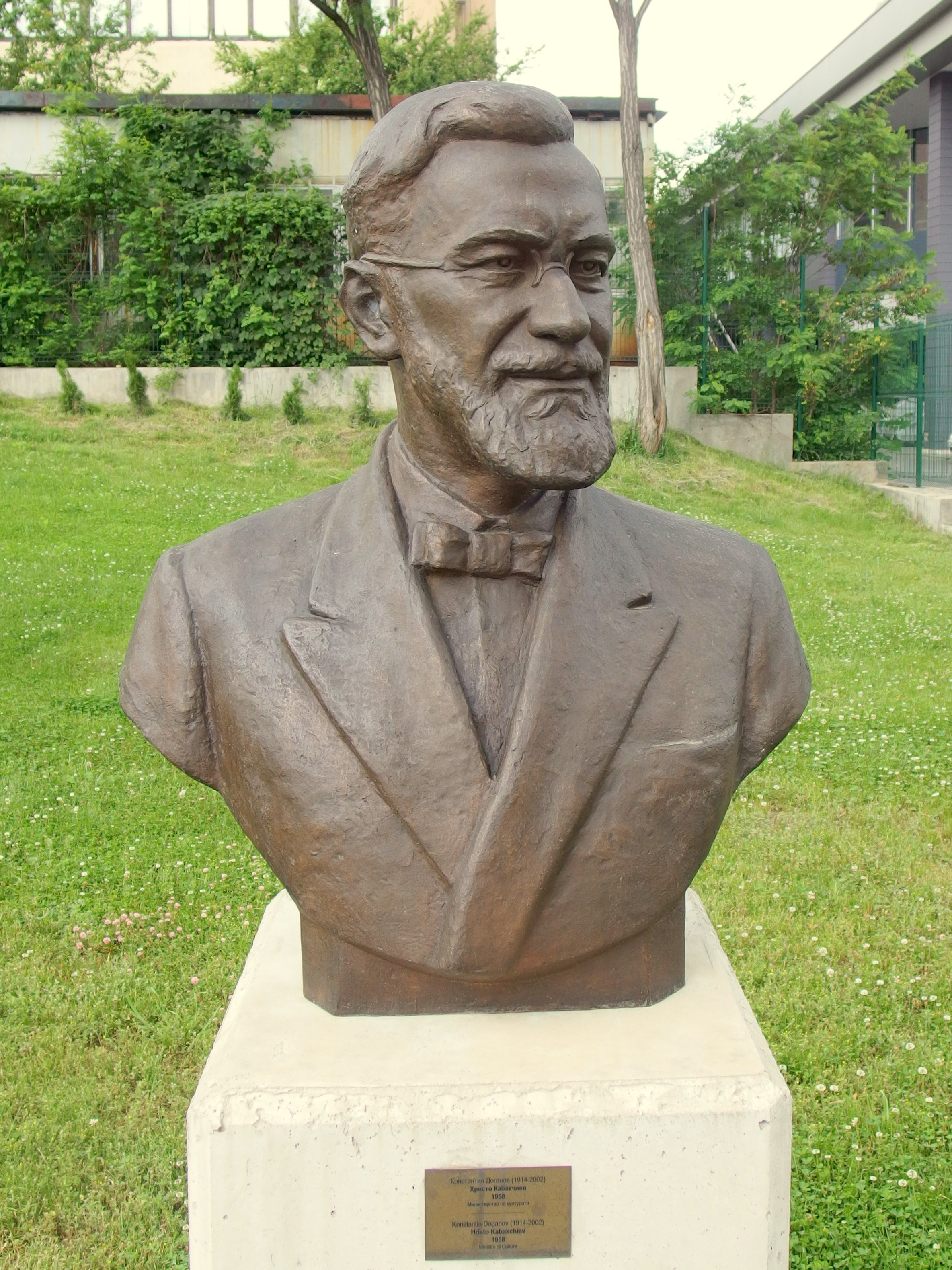
Busto di Christo Kabakčiev presso il Museo d'Arte Socialista di Sofia

Fu membro dal 1897 del Partito operaio socialdemocratico bulgaro e dal 1905 del Comitato centrale del nuovo partito nato dalla frazione di sinistra che nel 1919 fu ridenonimato Partito Comunista Bulgaro, di cui fu segretario generale dal 1922 al 1928. Fu deputato dell'Assemblea nazionale tra il 1914 e il 1923. In quell'anno prese parte attivamente all'Insurrezione di Settembre e venne arrestato una prima volta. Dopo una seconda detenzione in carcere (1925-1926) emigrò dapprima in Austria e dal 1927 in Unione Sovietica. Dal 1928 divenne membro del Partito bolscevico e collaborò con l'Istituto marxista-leninista e con l'Istituto storico dell'Accademia delle Scienze dell'URSS.

## Pubblicazioni
- (BG)  Избрани произведения. Sofia, 1953;
- (BG)  Спомени. Sofia, 1955.